# Lança-chamas

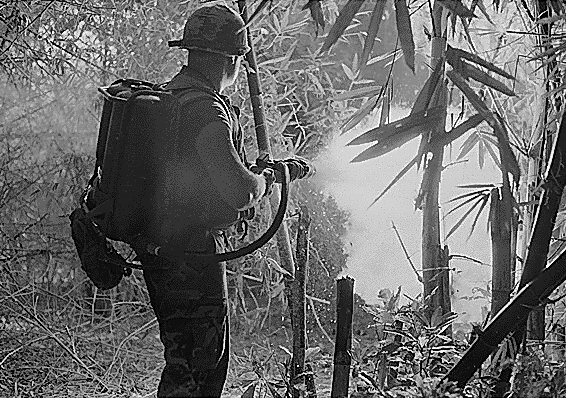
Um soldado norte-americano utiliza um lança-chamas durante a Guerra do Vietnã.

Um lança-chamas é um aparelho mecânico desenhado para projetar uma chama longa e controlável, ou, literalmente, lançar chamas. Alguns gêneros, incluindo os lança-chamas militares mais comuns, projetam um líquido inflamável, enquanto outros, projetam um gás inflamável. É utilizado pelas forças militares e por civis que precisem de uma chama controlada, tais como, na agricultura ou no combate a incêndios. Muitos lança-chamas, não militares, não utilizam um líquido inflamável, mas em vez disso, um gás inflamável de alta pressão, tais como, gás propano ou gás natural; que são considerados mais seguros para utilização agrícola, industrial.

## História do Lança-Chamas

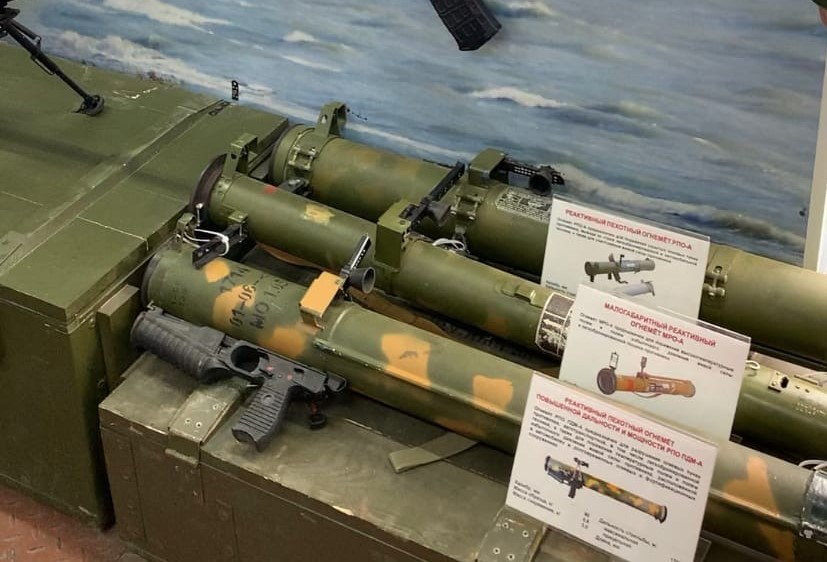
Lança-chamas a jato portáteis.

O crédito pelo desenvolvimento do primeiro lança-chamas, no sentido moderno, é geralmente dado ao alemão Richard Fiedler. Ele apresentou os modelos do aparelho que batizou por Flammenwerfer para testes do exército alemão em 1901. O modelo mais interessante dos apreciados foi um aparelho portátil individual, que consistia num único cilindro de cerca de 1,2 metros de altura, dividido na horizontal por um gás pressurizado na secção inferior e com um óleo inflamável na seção superior. Ao carregar numa alavanca o gás forçava o líquido a sair através de um tubo de borracha passando por um dispositivo de ignição numa saída de aço. A arma podia projetar um jato inflamável (com enormes nuvens de fogo) a uma distância de 18 metros, tendo autonomia para dois minutos de utilização contínua. O lança chamas foi uma arma muito importante na Primeira Guerra Mundial.

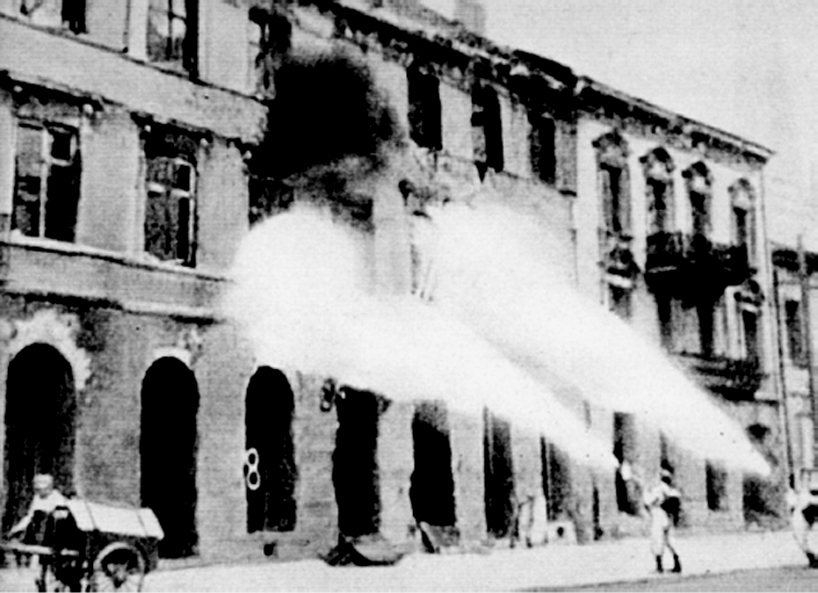
Exército Alemão utilizando lança-chamas para incendiar prédios da cidade de Varsóvia em 1944. A utilização dessas armas foi bastante útil para o plano de destruição da cidade.

Só em 1911, é que o exército alemão veio a aceitar o dispositivo, criando-se uma unidade especializada de doze companhias equipadas com o Flammenwerfer. Porém o lança-chamas só foi utilizado na Primeira Guerra Mundial a partir de fevereiro de 1916, quando foi utilizado contra os franceses em Verdun. Depois foi utilizado novamente em julho de 1916 quando foi utilizado contra as trincheiras britânicas em Hooge, sempre com sucessos limitados.
O uso em combate fez descobrir alguns problemas da arma: era difícil de operar e só podia ser disparada em segurança a partir de uma trincheira, limitando a sua utilização em áreas onde as trincheiras inimigas estavam a menos de 18 metros de distância, o que era raro. Os operadores de lança-chamas podiam tornar-se alvos extremamente vulneráveis, e raramente sobreviviam à captura, especialmente quando os captores haviam sido os seus alvos. A Grã-Bretanha e a França também testaram sistemas de lança-chamas mas acabaram por os abandonar. O exército alemão continuou a empregar lança-chamas em operações durante a guerra, sendo utilizados em mais de 300 ocasiões, geralmente em equipes de seis operadores.
Apesar dos problemas, os lança-chamas voltaram a ser intensamente utilizados na Segunda Guerra Mundial. A vulnerabilidade dos operadores individuais, juntamente com o curto alcance da arma, provocou experiências em que lança-chamas mais poderosos foram montados em carros de combate(chamados tanques chama).
Neste conflito os seus maiores utilizadores foram os fuzileiros norte-americanos que utilizavam os lança-chamas M2A1-7 que consideravam especialmente úteis para limpar as trincheiras e os bunkers ocupados pelos soldados japoneses no Teatro do Pacífico. Nos casos em que os japoneses haviam escolhido cavernas profundas para se entrincheirar, as chamas podiam não os alcançar mas consumiam o oxigénio o que os fazia sufocar. Os fuzileiros pararam eventualmente de utilizar os seus M2-2 com a chegada de carros de combate Sherman com o sistema Ronson.
Os mesmos modelos de lança-chamas dos fuzileiros foram também utilizados para limpar os bunkers durante o desembarque da Normandia Operação Overlord.
Os alemães utilizaram extensivamente lança-chamas, com o nome de Flammenwerfer 35 durante na Frente Leste Europeu, mas, devido à crueldade extrema associada ao seu emprego, acabaram reservando-os para situações excepcionais como casos de operações de retaliação.